# Melton Mowbray
Melton Mowbray é uma cidade do distrito de Melton, no condado de Leicestershire, na Inglaterra. Sua população é de 27.623 habitantes (2018) (51.100, distrito). Melton Mowbray foi registrada no Domesday Book de 1086 como Medeltone.